# ارنود باليجون
ارنود باليجون (17 يونيو 1983 برانس في فرنسا - ) (بالفرنسية: Arnaud Balijon)‏ هو لاعب كرة قدم فرنسي في مركز حراسة المرمى. لعب مع ستاد ريمس وستاد لافال ونادي أورليانز ونادي النجم الأحمر سانت أوين ونادي إستر.

## وصلات خارجية
- ارنود باليجون على موقع رابطة كرة القدم الفرنسية للمحترفين (الإنجليزية)
- ارنود باليجون على موقع قاعدة بيانات كرة القدم.إي يو (الإنجليزية)
- ارنود باليجون على موقع ليكيب (الفرنسية)
- ارنود باليجون على موقع Soccerway.com (الإنجليزية)
- ارنود باليجون على موقع عالم كرة القدم.نت (الإنجليزية)
- ارنود باليجون على موقع GSA (الإنجليزية)